# Daniel Pennac

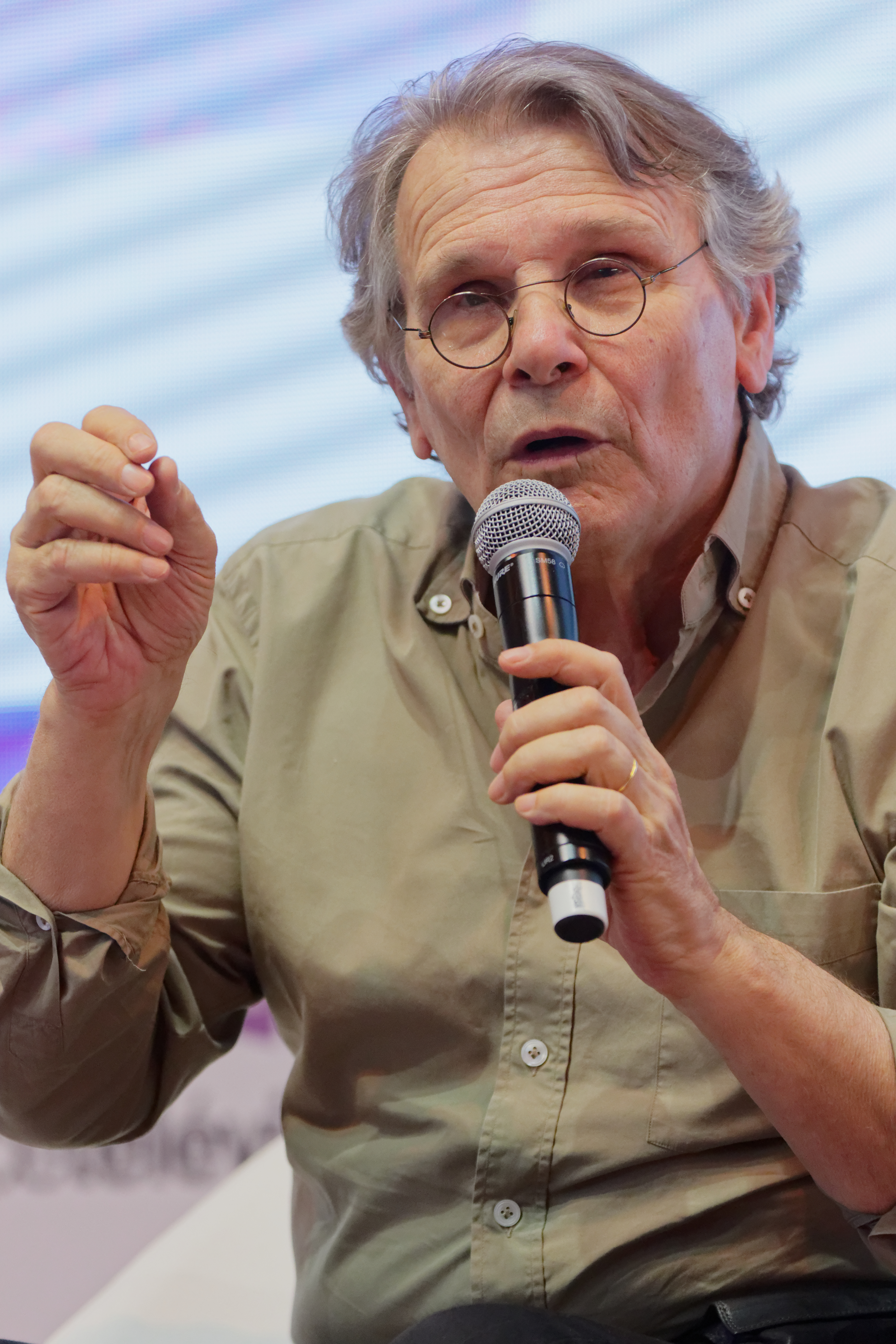
Daniel Pennac auf der Pariser Buchmesse 2017

Daniel Pennac (vollständiger Name: Daniel Pennacchioni; * 1. Dezember 1944 in Casablanca, Marokko) ist ein französischer Schriftsteller.

## Leben
Seine Kindheit verbrachte Pennac in Afrika und Asien. Nach seinem Studium der Literaturwissenschaft in Nizza arbeitete und lebte Pennac als Lehrer in dem Pariser Stadtteil Belleville, wo er noch heute ansässig ist. Im Jahre 1973 publizierte er sein erstes Werk Le service militaire au service de qui?, ein militärkritisches Buch. Um der militärischen Karriere seines Vaters, welcher für die französische Armee arbeitete, jedoch nicht zu schaden, verkürzte er seinen eigentlichen Namen Pennachioni und schrieb unter dem Pseudonym Pennac.
1985 erschien Au Bonheur des ogres (Paradies der Ungeheuer), der erste Kriminalroman über den professionellen, notorischen „Sündenbock“ und Freizeitdetektiv Benjamin Malaussène. Aufgrund des Erfolges folgten kurz darauf die Fortsetzungen La fée carabine (1987, Wenn alte Damen schießen) und La petite marchande de prose (1989, dt. Sündenbock im Bücherdschungel), sowie mit etwas Abstand Monsieur Malaussène (1995, dt. Monsieur Malaussène), Des Chrétiens et des Maures (1996, dt. Vorübergehend unsterblich), Aux fruits de la passion (1998, dt. Adel vernichtet) und schließlich im Jahre 2003 Le dictateur et le hamac (Der Diktator und die Hängematte).
Einen weiteren Erfolg erzielte Pennac mit seinen Kinderbüchern, vor allem mit der Buchreihe über den kleinen Abenteurer Kamo. Pennac befasste sich außerdem mit der Kunst des Romanschreibens: Im Jahre 1992 publizierte er mit Comme un roman (Wie ein Roman) ein weiteres seiner Werke, in dem er sich auf die Seite des Lesers schlägt und in zehn Punkten dessen Rechte einfordert. Diese Rechte gehen von dem Recht nicht zu lesen, über das Recht auf wiederholte Lektüre bis hin zum Recht auf das Lesen im stillen Kämmerchen.
Sein Comic Débauche (dt. „Abwärts“), den er zusammen mit Jacques Tardi verfasste, behandelt das Thema der Arbeitslosigkeit. Mit dem Prix Renaudot erhielt Pennac 2007 einen der bedeutenden französischen Literaturpreise.
Gelegentlich ist Pennac auch als Drehbuchautor tätig, so auch bei dem 2012 veröffentlichten Zeichentrickfilm Ernest & Célestine.
Bei den Präsidentenwahlen von 2002 war er im Schattenkabinett des Humoristen Dieudonné.
Bei dem 2019 erstmals verliehenen Prix Monte-Cristo, der von einer Jury aus Gefängnisinsassen vergeben wird, war Pennac Schirmherr und Sponsor. Pennac hatte zuvor schon Workshops für angehende Schriftsteller in einem Gefängnis in Toulouse abgehalten.

## Stil
Ende der 1980er Jahre etablierte Pennac sich in den französischen zeitgenössischen Bestsellerlisten und errang einige Literaturpreise. Pennac wurde von Sabine Janssen als neues Erzähltalent und als Autor mit Zukunft bezeichnet. Dem literarischen Talent Pennacs wird eine interessante Schreibweise als auch zahlreiche literarische Verwandtschaften zu renommierten Autoren zugeschrieben.
Pennacs Werke schreiten meist in einem rasanten Erzähltempo voran, sind recht komplex konzipiert und erscheinen bei der ersten Lektüre meistens recht verworren: Mehrere Handlungsstränge, in die verschiedene Personen und Charaktere verwickelt sind, spielen sich parallel ab und vermitteln dem Leser unzählige Themen. Obwohl eine solche Vielzahl an Themen quasi allgegenwärtig ist, kann der Leser sie dennoch entwirren, da das stark schematische Genre, das in Pennacs Werken generell auftritt, äußerst vereinheitlichend wirkt und somit die Erzählung zusammenhält und nach vorne treibt. Des Weiteren versteht es Pennac auf vielfältige Weise Sprache und Literatur in seinen Romanen zu reflektieren: Auf konkreter sprachlicher Ebene erstellt er intertextuelle Bezüge zwischen dem kriminalliterarischen Konzept beispielsweise und den sich daraus ergebenden Darstellungen der Charaktere.

## Werk (Auswahl)

### Die Malaussène-Romane
- Au bonheur des ogres (1985)
  - Paradies der Ungeheuer, dt. von Wolfgang Rentz; Rowohlt, Reinbek bei Hamburg 1989. ISBN 978-3-499-42922-4
- La fée carabine (1987)
  - Wenn alte Damen schießen..., dt. von Wolfgang Rentz; Rowohlt, Reinbek bei Hamburg 1990. ISBN 978-3-499-42921-7
- La petite marchande de prose (1989)
  - König Zabos Sündenbock; dt. von Wolfgang Rentz; Rowohlt, Reinbek bei Hamburg 1990. ISBN 978-3-499-43003-9
  - auch als: Sündenbock im Bücherdschungel, gleiche Übersetzung; Kiepenheuer und Witsch, Köln 2003. ISBN 978-3-462-03337-3
- Monsieur Malaussène (1995)
  - Monsieur Malaussène, dt. von Eveline Passet; Kiepenheuer und Witsch, Köln 1997. ISBN 978-3-462-02611-5
- Des Chrétiens et des maures (1996)
  - Vorübergehend unsterblich, dt. von Eveline Passet; Kiepenheuer und Witsch, Köln 2000. ISBN 978-3-462-02953-6
- Aux fruits de la passion (1999)
  - Adel vernichtet, dt. von Eveline Passet; Kiepenheuer und Witsch, Köln 2000. ISBN 978-3-462-02931-4
- Le cas Malaussène - Ils m´ont menti (2017), ISBN 978-2-07-014231-6;
  - Der Fall Malaussène - Sie haben mich betrogen, dt. von Eveline Passet; Kiepenheuer und Witsch, Köln 2019. ISBN 978-3-462-05125-4
- Le cas Malaussène 2 – Terminus Malaussène (2023), ISBN 978-2-07-274386-3

### Andere Romane
- Les Enfants de Yalta (zusammen mit Tudor Eliad / 1978)
- Père Noël (zusammen mit Tudor Eliad / 1979)
- La vie duraille (zusammen mit Jean-Bernard Pouy und Patrick Raynal / 1985)
  - Machtspiele, dt. von Stefan Linster; Rowohlt, Reinbek bei Hamburg 1990. ISBN 978-3-499-42961-3
- Messieurs les enfants (1997)
  - Große Kinder, kleine Eltern, dt. von Eveline Passet; Kiepenheuer und Witsch, Köln 1999. ISBN 978-3-462-02804-1
- Le Dictateur et le hamac (2003)
  - Der Diktator und die Hängematte, dt. von Eveline Passet; Kiepenheuer und Witsch, Köln 2005. ISBN 978-3-462-03453-0
- Chagrin d’école (2007)
  - Schulkummer, dt. von Eveline Passet; Kiepenheuer und Witsch, Köln 2009. ISBN 978-3-462-04072-2
- Journal D'un Corps (2012)
  - Der Körper meines Lebens, dt. von Eveline Passet; Kiepenheuer und Witsch, Köln 2014. ISBN 978-3-462-04619-9

### Sachbücher
- Le service militaire au service de qui ? (1973), publiziert unter seinem richtigen Namen Daniel Pennachioni, Essai.
- Comme un roman (1992)
  - Wie ein Roman, dt. von Uli Aumüller; Kiepenheuer und Witsch, Köln 1994. ISBN 978-3-462-02363-3
- Gardiens et Passeurs (2000)
- Mon frère (2018)

### Kinderbücher
- Cabot-Caboche (1982)
  - Der Hund und das Mädchen, dt. von Susanne Bauer und Almuth Piene; Franckh-Kosmos, Stuttgart 1996. ISBN 978-3-440-06960-8
- L’œil du loup (1984)
- Kamo: L’agence Babel (1992)
  - in: Kamos gesammelte Abenteuer, dt. von Wolfgang Rentz; Beltz und Gelberg, Weinheim 2000. ISBN 978-3-407-79811-4
- L’Évasion de Kamo
  - in: Kamos gesammelte Abenteuer
- Kamo et moi
  - in: Kamos gesammelte Abenteuer
- Kamo: L’idée du siècle
  - in: Kamos gesammelte Abenteuer
- Sahara (1998)
  - Sahara
- Le tour du ciel
- Qu’est-ce que tu attends, Marie?

### Bildbände
- Le grand Rex (1980)
- Les grandes vacances, (photographies) Pennac und Robert Doisneau (1991)
- Le sens de la Houppelande
- La vie de famille
- Vercors d’en haut: La réserve naturelle des hauts-plateaux
- Némo
- Écrire

### Comics
- Lucky Luke contre Pinkerton (2010); Text in Zusammenarbeit mit Tonino Benacquista, Zeichnungen von Achdé
  - Lucky Luke gegen Pinkerton, dt. von Klaus Jöken; Egmont, Berlin/Köln 2014. ISBN 978-3-7704-3820-4
- Cavalier seul (2012)
- La Débauche (2000), Zeichnungen von Tardi
  - Abwärts, dt. von Eveline Passet; Ed. Moderne, Zürich 2000. ISBN 978-3-907055-40-3
- Un amour exemplaire, (2015), Zeichnungen von Florence Cestac

## Verfilmungen
- 1987: Die alte Fee (La fée carabine)
- 2013: Au bonheur des ogres

## Hörspiele
- „Die Fee mit dem Schießgewehr“ (WDR 1997, Regie: Leonhard Koppelmann)
- „Die Malaussène-Trilogie Teil 1: Paradies der Ungeheuer“ (SWR 2015, Regie: Philippe Bruehl)
- „Die Malaussène-Trilogie Teil 2: Wenn alte Damen schießen“ (SWR 2015, Regie: Philippe Bruehl)
- „Die Malaussène-Trilogie Teil 3: Sündenbock im Bücherdschungel“ (SWR 2015, Regie: Philippe Bruehl)

## Auszeichnungen
- 1988: Prix Mystère de la critique für Wenn alte Damen schießen (La Fée carabine)[5]
- 1990: Prix du Livre Inter für La petite marchande de prose;
- 2007: Prix Renaudot für Chagrin d’école
- 2008: Grand Prix Metropolis bleu für das Gesamtwerk